# Hilfshandlung
Unter einer Hilfshandlung versteht man im Eisenbahnverkehr eine Handlung, die im Störungsfall oder bei besonderen betrieblichen Verhältnissen an Stelle einer Regelhandlung oder ergänzend zu dieser durchgeführt wird, um den Betrieb aufrechtzuerhalten und ein verringertes technisches Sicherheitsniveau etwas zu kompensieren.
Gemeint ist ein manueller, sicherheitsrelevanter, aufzeichnungspflichtiger Eingriff in das Sicherungssystem oder das Anlegen von Hilfssperren und Merkhinweisen. In der Regel handelt es sich dabei um Handlungen von Bahnmitarbeitern bei technischen Störungen oder Bauzuständen, bei denen technische Sicherungsfunktionen ganz oder teilweise umgangen bzw. abgeschaltet werden.
Zu den Hilfshandlungen gehört auch eine Hilfsbedienung. Bei modernen Stellwerken erfolgt die Dokumentation einer Hilfshandlung in der Regel automatisch (z. B. auf einem Drucker, einer Datenkassette oder einer speziell installierten Festplatte). Bei älteren Stellwerken werden Hilfsbedienungen in einem elektromechanischen Zählwerk weitergeschaltet. Der Fahrdienstleiter hat dann einen Eintrag in den Nachweis der Zählwerke vorzunehmen, in dem der neue Zählerstand, der Vorgang mit Begründung für die Notwendigkeit und die Unterschrift desjenigen verzeichnet wird, der den Eingriff vornimmt. Bei älteren Signalanlagen ohne technische Zählung oder Registrierung ist ein Siegel angelegt. Muss dieses aus genannten Gründen gelöst werden oder fehlt es, muss dies als Störungsfall behandelt werden.
Jede Hilfsbedienung ist erst nach Durchführung betrieblicher Ersatzmaßnahmen (andere Hilfshandlungen) zulässig. Hierzu sind die Regelungen der Fahrdienstvorschrift zu beachten. Sie sind zu dokumentieren. Dadurch lässt sich nachweisen, dass eine Hilfshandlung durchgeführt wurde und was die Gründe hierfür waren.